# Українці в Александрув-Куявському

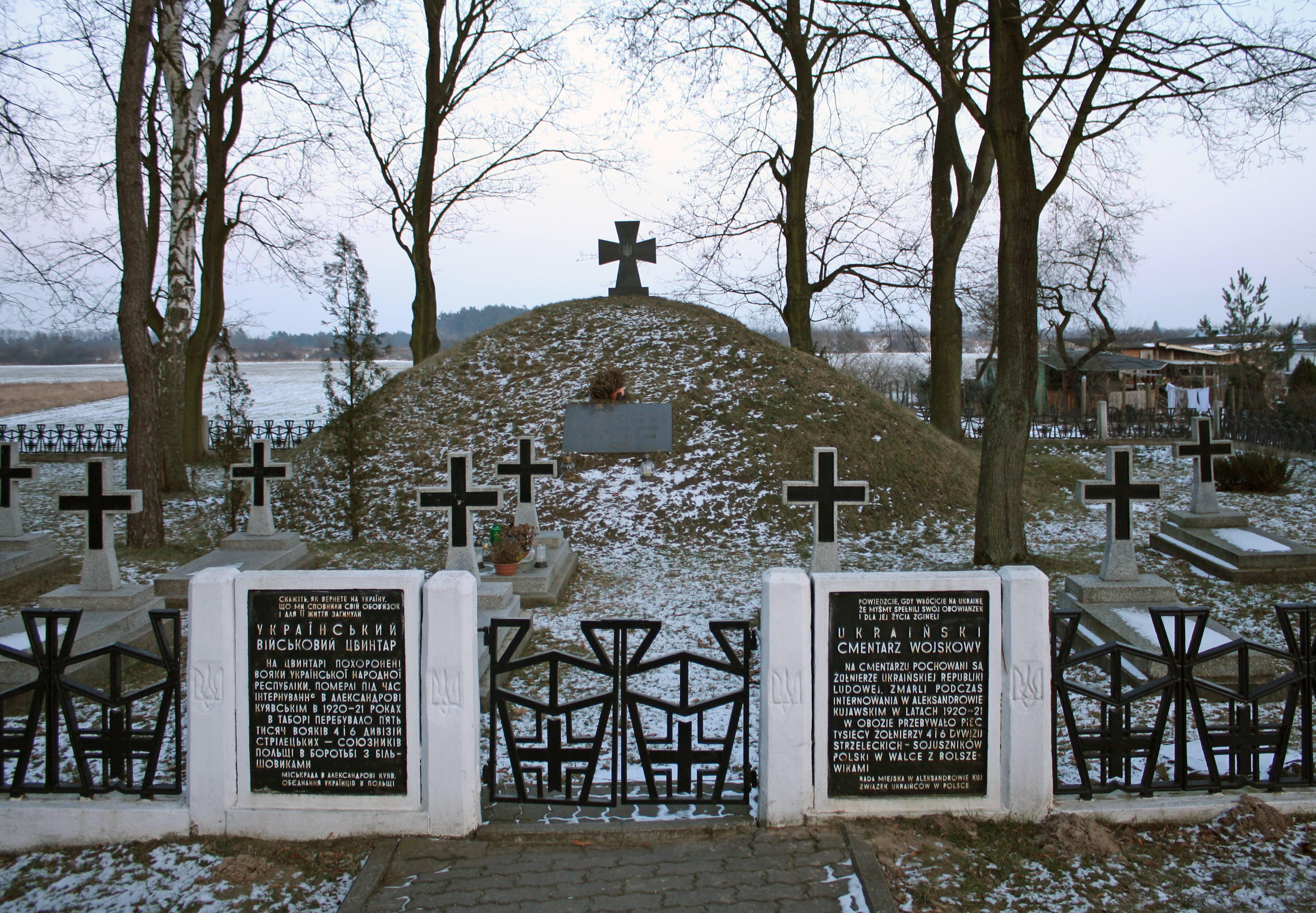
Кладовище загиблих українців у таборі інтернованих № 6 в Александрув-Куявському

Українці в Александрув-Куявському постали як окрема група, коли в місті було створено один із таборів для інтернованих вояків армії УНР. Їхня громада, яка налічувала від кількох десятків до 140 осіб, діяла аж до Другої світової війни, організувавшись у відділ Українського Центрального Комітету.

## Табір для інтернованих
Уже в другій половині ХІХ століття в Александрув-Куявському (тоді Пограниччя) проживала невизначена група українців, коли місто належало Російській імперії.

Після укладення Ризького договору з Радянською Росією, який завершив польсько-радянську війну, армія Української Народної Республіки, яка воювала в союзі з Польщею, була інтернована в Польщу. Тому була створена мережа спеціальних таборів для інтернованих, частиною якої був табір, заснований приблизно за півтора кілометра від центру Александрув-Куявського. Там перебували колишні вояки 4-ї Київської дивізії та 6-ї Січово-стрілецької дивізії. Начальником закладу був ген. Марко Безручко. За словами Анджея Урбанського, було бл. 2500 осіб, Еміліан Вішка наводить цифру на тисячу більшу.
Після ліквідації табору в 1923 році інтернованим, які знайшли там постійну роботу, дозволили залишитися в місті.

## Соціальне життя

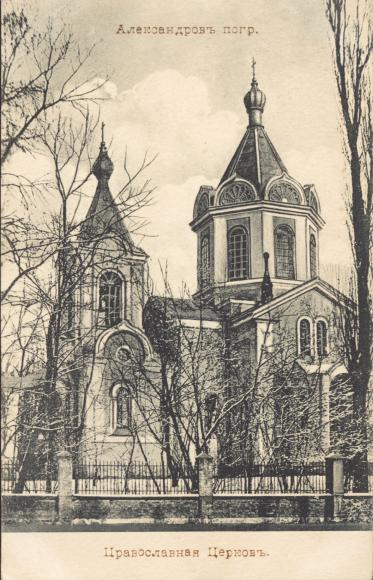
Церква св. Олександра Невського в Александрув-Куявському аж до його знесення у 1930-х роках. У 1920-х роках це був храм православної парафії, життя якої значною мірою формувалося українцями, що проживали в місті

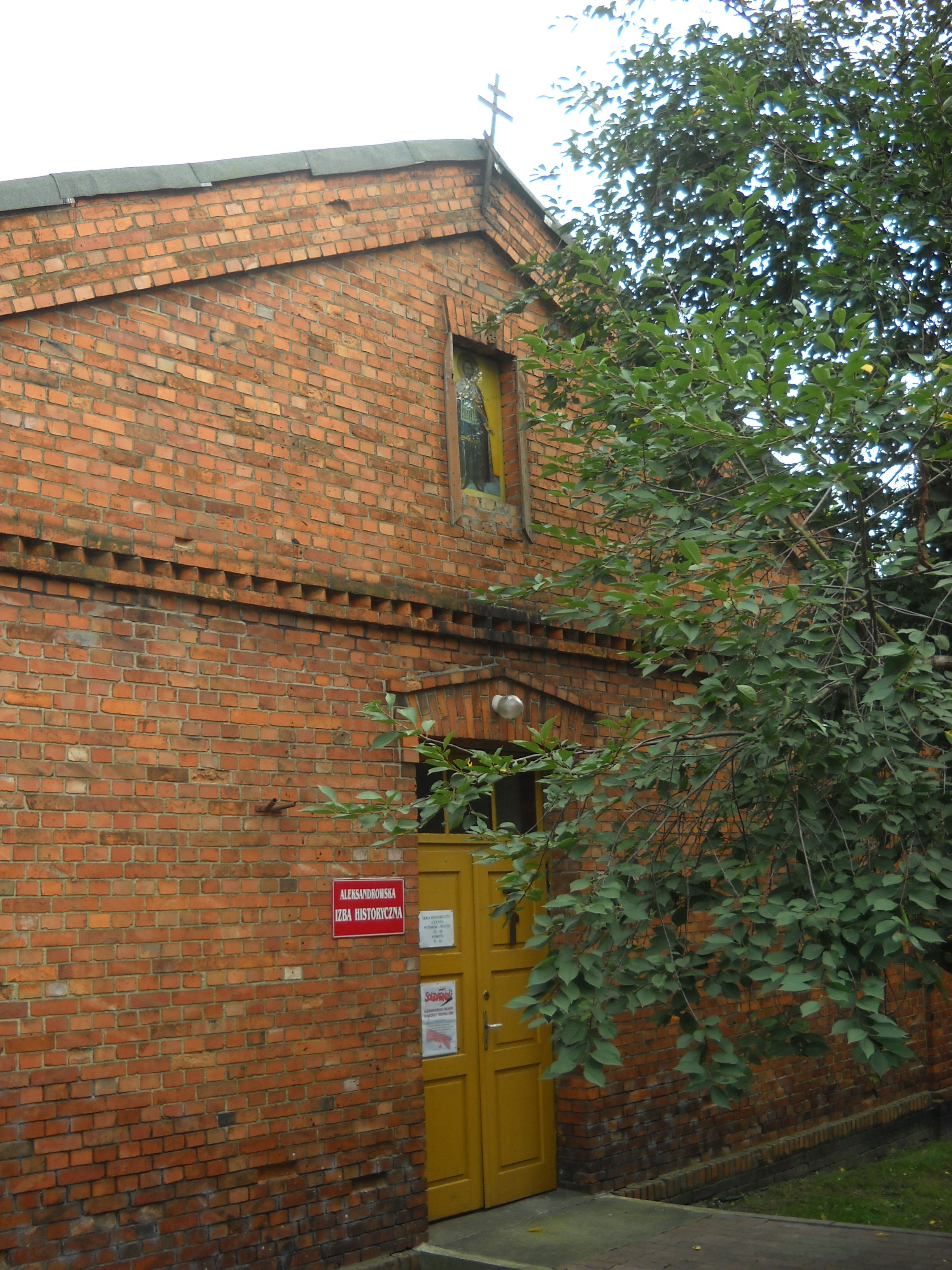
Каплиця св. Олександра Невського в Александрув-Куявському, влаштована в колишньому будинку пароха православної парафії після зруйнування колишньої православної церкви. У будинку також рік діяла українська читальня

4 травня 1925 року українці, що залишилися в Александрув-Куявському, заснували відділ Українського Центрального Комітету. Його очолив Захар Гіжко-Барановський, президент Комітету, до того часу повноважний представник Головної Управи Комітету. Крім нього, до складу колегії входили полковник Сергій Чорний, сотник Дмитро Дяченко та поручник Іван Безносюк. Того ж року підрозділ створив український хор і включився в життя місцевої православної парафії. Він також почав організовувати театральний гурток і читальню, бо керівництво філії хотіло передусім підняти культурний рівень гуртка. С. Чорний очолював театрально-співочий гурток. 19 листопада 1925 року українська громада вперше організувала відкритий для всіх культурний захід — академію «військової перемоги війська над ворогом». Театральна група з Александрув-Куявського також виступала за межами цього міста.
Керівництво філії також займалося наданням правової допомоги емігрантам. Лише у 1925 році він домігся закордонного паспорта для одного з емігрантів, 21 карти притулку та чотирьох дозволів на поселення у східних воєводствах країни. Подібні заходи були продовжені і наступного року. Тоді відділення отримало 14 карток притулку та зареєструвало ще 13 емігрантів. Інші емігранти знаходили сезонну роботу через відділення, переважно в торгівлі. Їх загальну кількість важко оцінити. Перші відомості на цю тему походять із 1934 року і стосуються громади зі 140 осіб, що мешкає в Александрув-Куявському та сусідніх селах. Проте через три роки згадувалося лише про 35 осіб, а звіт для УЦК повідомляв про повне припинення культурного життя гуртка, яке обмежилося традиційним щорічним обрядом на цвинтарі загиблих у таборі інтернованих № 6.
Уже в 1926 році робота кафедри була порушена через кадрові розбіжності. 19 квітня 1926 року УЦК прислав до Александрува нового уповноваженого Михайла Чочу, який очолив філію і керував нею до 1930 року. Незважаючи на це, конфлікти всередині громади тривали. За словами Е. Вішка, не можна виключати, що вони були частково спричинені проникненням радянських агентів до петлюрівців на еміграції в Польщі. Керівництво Александрувської філії стабілізувалося лише після 1930 року. Цього року на президентських виборах переміг Микола Мартиненко, якого в 1932 році змінив С. Чорний; у 1933 році на виборах переміг Іван Безносюк, а в 1935 році — Мартиненко. Він очолював підрозділ принаймні до 1938 року (дані про подальші зміни відсутні).
Принаймні з червня 1928 року українці в Александруві мали власну читальню, яка кілька разів переїжджала з місця на місце. Після втрати першої кімнати вона розташувалася в будинку поручника Івана Козаківа, а в 1936 році — в колишньому будинку пароха ліквідованої православної парафії, але наступного року приміщення було конфісковано в емігрантів. Бібліотека була окремою установою, яку емігранти спочатку збудували власними силами. У 1933 році вони також отримали книгозбірню, подаровану товариством «Просвіта». У 1938 році вони мали 300 одиниць. Із 1928 р. в Александруві проводилися самоосвітні курси з історії України та її літератури. З цією метою УЦК надіслав навчальні матеріали. Дмитро Дяченко керував школою для дітей емігрантів. Заняття з історії та географії України та української мови проводились 2-3 рази на тиждень. У перші роки існування дитячого садка, т.з. у 1933 році його відвідувало 12 дітей, напередодні Другої світової війни, яка завершила свою діяльність, уже 79. Також для дітей із 1936 року проводилася щорічна зустріч ялинки, поєднана зі співом українських колядок.
Найважливішою подією в житті української громади було щорічне богослужіння на цвинтарі загиблих у таборі інтернованих № 6 під назвою Козацька могила. 29 травня 1927 року там вперше відслужили панахиду на честь Симона Петлюри. Богослужіння відслужив священик парафії св. Миколая в Торуні Степан Рудик. Від цього року в Александрув-Куявському стали традицією панахиди за Петлюрою та іншими померлими учасниками боротьби за незалежність України; у них брали участь українці з усієї області. Після служби були організовані спеціальні академії. У 1930 році Козацька могила була відремонтована групою емігрантів під керівництвом М. Чохи. У 1932 році вперше церемонію вшанування Петлюри було поєднано з відзначенням річниці відродження українського війська. Це були не єдині святкування, організовані українцями. Також відзначили річницю народження та смерті Тараса Шевченка.
Українці в Александруві зберегли добрі стосунки з поляками. Їхня культурна діяльність, як й інші громади цієї національності, засновані в регіоні та в Польщі, припинилася після Другої світової війни.

## Виноски
1. ↑  ks. J. Dębiński, Szkic do dziejów Aleksandrowa Kujawskiego [w:] Aleksandrów Kujawski. Obozy jeńców i internowanych 1918—1921, Wydawnictwo Uniwersytetu Mikołaja Kopernika, ISBN 978-83-231-2212-8, s.14
2. ↑  A. Urbański, Ukraiński cmentarz wojskowy w Aleksandrowie Kujawskim, «Pomorze i Kujawy», nr 1/1998.
3. ↑  E. Wiszka, Emigracja ukraińska w Polsce 1920—1939, MADO, Toruń 2005, s. 392.
4. 1 2 3 4  E. Wiszka, Emigracja ukraińska.., s. 393.
5. 1 2  E. Wiszka, Emigracja ukraińska…, s. 394.
6. ↑  E. Wiszka, Emigracja ukraińska…, ss. 395—396.
7. ↑  E. Wiszka, Emigracja ukraińska…, ss. 394—395.
8. ↑  E. Wiszka, Emigracja ukraińska…, s. 395.
9. 1 2  E. Wiszka, Emigracja ukraińska…, s. 396.
10. 1 2 3  E. Wiszka, Emigracja ukraińska…, s. 397.
11. ↑  E. Wiszka, Emigracja ukraińska…, s. 398.
12. ↑  E. Wiszka, Emigracja ukraińska…, ss. 398—399.
13. ↑  E. Wiszka, Emigracja ukraińska…, s. 401.
14. ↑  E. Wiszka, Emigracja ukraińska…, ss. 400—401.
15. ↑  E. Wiszka, Emigracja ukraińska…, s. 628.